# Kappa Virginis
Désignations
Kappa Virginis (κ Virginis / κ Vir), formellement nommée Kang, est une étoile géante de la constellation zodiacale de la Vierge. Elle brille d'une magnitude apparente de 4,18, ce qui lui permet d'être visible à l'œil nu. D'après la mesure de sa parallaxe annuelle réalisée par le satellite Hipparcos, l'étoile est distante d'environ ∼ 255 a.l. (∼ 78,2 pc) de la Terre. Elle se rapproche du système solaire à une vitesse radiale héliocentrique de −4 km/s.

## Nomenclature
κ Virginis (latinisé en Kappa Virginis) est la désignation de Bayer de l'étoile. Elle porte également la désignation de Flamsteed de 98 Virginis.
En astronomie chinoise, l'étoile fait partie de l'astérisme Kang (en chinois 亢宿 (Kàng Xiù), traduit Cou), qui, outre κ Virginis, comprend Iota Virginis, Phi Virginis et Lambda Virginis.
Le 30 juin 2016, le Groupe de travail de l'Union astronomique internationale sur les noms d'étoiles a officialisé le nom de Kang pour désigner l'étoile et elle figure désormais dans la liste des noms d'étoiles officiellement reconnus par l'UAI.

## Propriétés
Kappa Virginis est une étoile géante rouge de type spectral K2/3 III, d'un âge estimé de 9,7 milliards d'années. Sa masse est 46 % plus importante que celle du Soleil, mais elle s'est étendue jusqu'à ce que son rayon devienne 25 fois plus grand que celui du Soleil. Elle est 229 fois plus lumineuse que le Soleil et sa température de surface est de 4 235 K. La métallicité de l'étoile, c'est-à-dire son contenu en éléments plus lourds que l'hélium, n'est équivalente qu'à 37 % de celle du Soleil.
Kappa Virginis est une étoile variable suspectée, avec une amplitude de variation de 0,18 magnitude relevée dans la bande B.